# Wilhelm Burger
Wilhelm Burger, född 19 maj 1904 i München, död 14 december 1979 i Dachau, var en tysk Sturmbannführer som bland annat tjänstgjorde i Auschwitz under andra världskriget. Han var för en tid lägrets förvaltningschef. Vid Andra Auschwitzrättegången 1965–1966 dömdes han till åtta års fängelse.